# الجبهة الإسلامية الكردية
الجبهة الإسلامية الكردية، هي مجموعة متمردة مسلحة صغيرة تأسست عام 2013 على يد قائد كردي يُدعى صلاح الدين الكردي (شغل أيضًا منصب المتحدث باسم الجماعة) وأبو عبد الله الكردي والإسلاميين الأكراد السنة من أحرار الشام، تنشط بشكل رئيسي في شرق حلب حول مدينة الباب والأجزاء الشمالية من محافظة الرقة ومحافظة الحسكة. قاتلت خلال الحرب الأهلية السورية وعارضت الجماعات الكردية السورية العلمانية بما في ذلك أولئك الذين كانوا يطالبون بإقامة دولة كردية مستقلة. اندمجت المجموعة مع أحرار الشام بنهاية عام 2014.